# نمط جيني

قسم من جزيئ الدنا: إنَّ تسلسلات الوحدات المسماة بالنيوكليوتايدات تحمل المعلومات الوراثية.

النمط الوراثي أو النمط الجيني أو الطراز الجيني أو محتوى وراثي هو التكوين الوراثي للخلية، الفرد، أو الكائن الحي. وهو عبارة عن مجموعة المعلومات الوراثية «المُشَفَّرة باطنياً» والتي يحملها كل كائن حي، أي مجموعة الجينات الكاملة الخاصة به والتي تحدد الكيفية التي تظهر عليها سماته أو خصائصه. فهذه المعلومات المُخَزَّنة تُستعمل كمجموعة من التعليمات لبناء الكائن الحي والحفاظ عليه وتشكيل سماته وخواصه الظاهرية.
الجين المتحكم بسمة معينة يتواجد بشكلان أليليان. النمط الجيني يشمل التركيب الوراثي للأليل. مصطلح النمط الجيني عادةً يُستخدم للإشارة إلى التركيب الأليلي الخاص بسمة واحدة معينة، مع أنه قد يشير إلى مجموعة من السمات أو لمجموعة السمات الكاملة. فالفرد يرث نسختين (أليلين) من كل جين من كل من الأبوين. ويتشكل النمط الجينى من زوج من الألائل. من يرث أليلين متماثلين للجين، يُطلق عليه زيجوت متماثل، ومن يرث أليلين مختلفين للجين، يطلق عليه زيجوت متغاير. وكل أليل يكون إما سائداً، أو متنحياً. وبالاستناد إلى ذلك، هنالك ثلاثة أنماط جينية محتملة لأي سمة: زيجوت متماثل سائد AA، زيجوت متغاير Aa، وزيجوت متماثل متنحي aa.
النمط الجيني يمت بالنمط الظاهري بمقارنة. إذ أنَّ هذا الأخير هو التكوين الظاهري الفيزيائي الناتج عن ترجمة واستخدام النمط الجيني - المعلومات الوراثية المشفرة - بواسطة الآلات الجزيئية في الخلايا. يتباين مدى تأثير النمط الجيني على النمط الظاهري: بعض جوانب النمط الظاهري تتحدد كليا بالوراثة، مثل لون العينين وفئات الدم. اللغة هي حالة مثيرة للاهتمام. القدرة على تعلم لغة والتكلم بها هو أمر وراثي تماما. أما أي لغة يتكلم بها الفرد هو أمر مكتسب كليا، وبالتالي يُعد بيئياً.
من استحدث هذين التعبيرين كان ويلهيلم جوهانسن، وذلك للتمييز بين الاختلافات الموروثة وبين تلك التي نتجت بتأثير البيئة. وهذا التمييز لم يكن بشيء جديد، إذ قام بتناوله فرانسيس غالتون، وقد ابتكر التعبير "nature vs nurture" وطبقه على الموضوع، وهو يعني «الطبع مقابل التنشئة» في اللغة العربية.

## النمط الظاهري
عادةً ما يتسبب أي جين معين بإحداث تغير ملحوظ في الكائن الحي يعرف هذا التغير باسم النمط الظاهري. إن مصطلحي النمط الظاهري والنمط الجيني مختلفان تماماً وذلك لسببين على الأقل:
1. لتمييز مصدر معرفة المراقب (ما يمكن للشخص أن يعرفه عن النمط الجيني من خلال مراقبة الحمض النووي وما يمكن للشخص أن يعرفه عن النمط الظاهري من خلال مراقبة المظهر الخارجي للكائن الحي).
2. لا يرتبط النمط الجيني والنمط الظاهر بشكل مباشر دائماً إذ تعبر بعض الجينات عن نمط ظاهري معين في ظروف بيئية معينة وعلى العكس فقد تكون بعض الأنماط الجينية نتيجة لأنماط وراثية متعددة. عادةً ما يتم الخلط بين النمط الوراثي والنمط الظاهري الذي يعبر عن النتيجة النهائية لكل من العوامل الوراثية والبيئية التي تعطي التعبير الملاحظ (على سبيل المثال، الأعين الزرقاء أو لون الشعر أو الأمراض الوراثية المختلفة).

هناك مثال بسيط يوضح الفرق بين النمط الوراثي والنمط الظاهري وهو لون الزهور في نباتات البازلاء (انظر جريجور مندل). هناك ثلاث أنماط وراثية متوفرة PP (سائد متماثل اللواقح)، Pp (متخالف اللواقح) و pp (متنحي متماثل اللواقح) الثلاثة لديهم أنماط وراثية مختلفة ولكن أول اثنين لهما نفس النمط الظاهري (أرجواني) بخلاف الثالث (أبيض).
مثال أكثر تقنية لتوضيح النمط الوراثي هو تعدد الأشكال أحادي النيكليوتيدات أو الSNP. يتحقق الSNP عندما تختلف متواليات الحمض النووي بين أفراد مختلفين عن بعضها بأساس نيكليوتيدي واحد. على سبيل المثال، عندما يتغير التسلسل AAGCCTA إلى AAGCTTA. يحتوي هذا على أليلين هما C وT. عادة ما يكون لتعددات الأشكال أحادية النيكليوتيدات ثلاثة أنماط وراثية مدلولاتها العامة هي AA، Aa وaa. بالنسبة للمثال أعلاه فإن الأنماط الجينية ستكون كالتالي CC، TC وTT. يمكن أن تحتوي الأنواع الأخرى من الواصمات الوراثية كالتكرارات المترادفة القصيرة على أكثر من أليلين وبالتالي العديد من الأنماط الجينية المختلفة.
النفوذية هي نسبة الأفراد الذين يظهرون نمط وراثي معين في نمطهم الظاهري في ظل مجموعة معينة من الظروف البيئية.

## الوراثة المندلية
يتم التمييز بين النمط الجيني والنمط الوراثي عادةً خلال دراسة أنماط الأسرة لبعض الحالات والأمراض الوراثية كالناعور على سبيل المثال. البشر والعديد من الحيوانات ثنائيي الصيغة الصبغية وبالتالي يمتلكون أليلين لأي جين. يمكن أن تكون هذه الألائل متماثلة (متماثلي اللواقح) أو مختلفة (متخالفي اللواقح) اعتماداً على الفرد. إذا وجد أليل مسيطر فهذا يضمن أن ترث الذرية الصفة وذلك بصرف النظر عن الأليل الثاني.
في حالة المهق مع أليل متنحي (aa) فإن النمط الظاهري يعتمد على الأليل الثاني (Aa, aA, aa AA). عندما يتزاوج شخص مع مصاب مع شخص متخالف اللواقح (Aa أوaA أيضاً حامل للمرض) فهناك فرصة بنسبة 50% بأن يكون المهق هو النمط الظاهري للذرية. إذا تزاوج شخص متخالف اللواقح مع شخص آخر متخالف اللواقح فهناك احتمال 75% بتمرير الجين واحتمال 25% فقط بأن يتم التعبير عن الجين. الفرد متماثل اللواقح السائد بنمط جيني (AA) يكون نمطه الظاهري طبيعي ولا يحمل أي خطورة إنتاج نسل غير طبيعي. يملك الفرد متماثل اللواقح المتنحي شكل ظاهري غير طبيعي وتمرير أكيد للجين المرضي إلى ذريته.
في حالة الناعور فإنه مرض مرتبط بالجنس وبالتالي يتم نقل الجين على الصبغي الجنسي X حصراً. يمكن للإناث فقط أن يكن حاملات وفي هذه الحالة لا يتم التعبير عن الجين المرضي ظاهرياً، كون لهذه الأنثى نمط ظاهري طبيعي ولكنها تحمل خطورة بنسبة 50% لتمرير الجين إلى ذريتها وذلك في حالة التزاوج مع شريك غير مصاب. إذا تزاوجت مع رجل مصاب بالناعور (حامل آخر) فخطورة تمرير الجين المرضي تصبح 75%.

## المحددات
التنميط الجيني هو عملية توضيح التركيب الوراثي للفرد من خلال مقايسة بيولوجية تعرف باسم الفحص الوراثي وتتم باستعمال تقنيات كتفاعل سلسلة البوليمرات، تحليل شظايا الحمض النووي، المسابر الخاصة بالألائل قليلة النيكليوتيدات، تسلسل الحمض النووي وتهجين الحمض النووي إلى مصفوفات دقيقة أو سبحات. تشمل العديد من تقنيات التنميط الوراثي الشائعة تعدد أطوال جزء الحصر (RFLP) وتَعَدُّدُ أَطوال جزء الحصر الطرفي (t-RFLP)، تَعَدُّدُ أَشْكَالِ أَطْوالِ الشُّدَفِ المُقْتَطَعَة المضخم (AFLP)، وتضخيم الربط المتعدد المعتمد على المسبار (MLPA).
يمكن استعمال تحليل شدفات الحمض النووي أيضاً في تحديد الأمراض التي تسبب انحرافات وراثية مثل عدم استقرار التكرارات المترادفة القصيرة (MSI)، التثلث الصبغي، أو اختلال الصيغة الصبغية وفقدان تغايرية الزيجوت (LOH). يرتبط عدم استقرار التكرارات المترادفة القصيرة وفقدان تغايرية الزيجوت تحديداً بالأنماط الجينية للخلايا السرطانية لسرطان القولون والثدي وسرطان عنق الرحم.
أكثر الاختلالات الصبغية شيوعاً هو تثلث الصبغي 21 الذي يظهر نفسه في متلازمة داون. تسمح القيود التكنولوجية الحالية عادةً بتحديد جزء صغير فقط من التركيب الوراثي للفرد بكفاءة.